# Tiszaújváros
Tiszaújváros is een plaats (város) en gemeente in het Hongaarse comitaat Borsod-Abaúj-Zemplén. Tiszaújváros telt 14.700 inwoners (1 januari 2024).
De stad werd in 1970 omgedoopt van Tiszaszederkény naar Leninváros (Leninstad). In 1991 kreeg de stad haar huidige naam, die 'nieuwe stad aan de Tisza' betekent.
In 1955 werd begonnen met de bouw van de stad naast het dorpje Tiszaszederkény als socialistisch project voor industrialisatie en volkshuisvesting. Eerst werd nog de naam van het dorp gebruikt en daarna werd de stad hernoemd naar de communistische leider Lenin.